# Wujian, Jiangsu
Wujian (kinesiska: 武坚, 武坚镇) är en köpinghuvudort i Kina. Den ligger i provinsen Jiangsu, i den östra delen av landet, omkring 120 kilometer nordost om provinshuvudstaden Nanjing. Antalet invånare är 36 526. Befolkningen består av 18 897 kvinnor och 17 629 män. Barn under 15 år utgör 11,0 %, vuxna 15-64 år 72 %, och äldre över 65 år 16,0 %.
Runt Wujian är det tätbefolkat, med 735 invånare per kvadratkilometer. Närmaste större samhälle är Xiaoji, 14,4 km söder om Wujian. Trakten runt Wujian består till största delen av jordbruksmark.
Genomsnittlig årsnederbörd är 1 119 millimeter. Den regnigaste månaden är juli, med i genomsnitt 254 mm nederbörd, och den torraste är januari, med 28 mm nederbörd.